# Tetraquark
Il modello a tetraquark è stato proposto per descrivere gli adroni esotici scoperti a partire dal 2003. Il modello descrive adroni composti di quattro quark di valenza, disposti in due coppie di diquark. I diquark sono oggetti dotati di carica di colore, quindi una "molecola" di due diquark è unita dallo scambio di gluoni e avrebbe un raggio molto ridotto rispetto a quello di una molecola mesonica.
Il più famoso adrone esotico per il quale è stata proposta l'interpretazione di tetraquark è la risonanza X(3872). La lettera X indica la provvisorietà del nome, mentre il numero 3872 indica la massa in MeV della risonanza, all'incirca il quadruplo di quella di un protone. Essa è stata osservata per la prima volta dall'esperimento Belle, in una collaborazione internazionale a maggioranza giapponese e statunitense, ed annunciata il 31 ottobre 2003, e successivamente confermata da diversi altri esperimenti. Non c'è, al giorno d'oggi, accordo sull'interpretazione di questo adrone: le due principali proposte sono quella di tetraquark e quella di molecola mesonica.
Oltre a X(3872), si ipotizza che anche altre particelle recentemente scoperte possano essere interpretate secondo il modello a tetraquark. In particolare le altre due candidate più importanti sono Z(4430) osservata per la prima volta nel 2007 dall'esperimento Belle e Zc(3900) scoperta nel 2013 da due gruppi di ricerca indipendenti: l'esperimento Belle e il gruppo di ricerca che opera con l'acceleratore BES III in Cina.
Nel 2020 la collaborazione LHCb ha annunciato l'osservazione di X(6900), il primo tetraquark pesante composto da due quark charm e due anticharm